# Daunt Rock
Daunt Rock (früher auch Daunt’s Rock) ist ein Unterwasserfelsen in der Keltischen See unweit der Küste der Grafschaft Cork, Provinz Munster, in Irland. Er befindet sich etwa 5 Seemeilen südsüdwestlich von Roches Point und der Einfahrt in den Hafen von Cork. Der Felsen reicht bis fast an die Wasseroberfläche und ist ein gefährliches Schifffahrtshindernis.
Erst nachdem der US-amerikanische Dampfsegler City of New York (2360 BRT) am 29. März 1864 in dichtem Nebel auf dem Felsen havariert und dort schließlich am 7. April gesunken war, wurde zunächst ein Glockenboot und dann ab 1874 und bis 1974 ein Feuerschiff in unmittelbarer Nähe positioniert, darunter die Puffin 1887 bis 1896, die Gannet bis 1928, die Comet bis 1965 und zuletzt die Osprey bis 1974.